# Masud Jalawacz
Masud Jalawacz – z pochodzenia Turek chorezmijski, syn bogatego kupca Mahmuda. Wraz z ojcem odegrał na terenie Imperium Chorezmijskiego rolę swoistej piątej kolumny. W nagrodę za zdradę został uczyniony przez Temudżyna namiestnikiem Transoksanii, jego ojciec zaś podniesiony został do godności namiestnika Pekinu. Przypuszcza się, że ten akt zdrady płynął z chęci zapewnienia swobodnego handlu (jedno państwo) na rozległych obszarach Azji.